# Clarissa Larisey
Clarissa Larisey (* 2. Juli 1999 in Ottawa, Ontario) ist eine kanadische Fußballspielerin.

## Karriere

### Vereine
Larisey begann im Alter von acht Jahren beim Goulborn SC mit dem Fußballspielen. Im weiteren Verlauf war sie während ihrer Zeit an der Sacred Heart Catholic High School für den West Ottawa SC und von 2014 bis 2016 für Ottawa South United aktiv. Während ihrer Studienzeit an der University of Memphis bestritt sie für deren Sport-Team, die Memphis Tigers, mit Aufnahme in das Team im Spieljahr 2017 bis 2021 73 Meisterschaftsspiele in der American Athletic Conference, in denen sie 34 Tore erzielte.
In der 2018 eingeführten Première Ligue de Soccer du Québec (L1QC), der semiprofessionellen ersten Frauenfußballliga in der Provinz Ontario, kam sie in der spielfreien Zeit an der Universität auch in den ersten Ligaspielen für die Erste Mannschaft von West Ottawa und ein Jahr später für die Erste Mannschaft von Ottawa South United zum Einsatz. Im Ligaspielbetrieb gelangen ihr am 11. Mai 2019 beim 13:0-Sieg im Heimspiel gegen North Mississauga SC neun Tore.
Nach Abschluss ihres Studium im Jahr 2021 ergriff sie die Möglichkeit im Ausland zu spielen. Vom 15. Mai bis zum 24. Juli 2021 kam sie in sieben Punktspielen für den isländischen Erstligisten Valur Reykjavík zum Einsatz, in denen sie zwei Tore erzielte.
Von 2021 bis 2023 war sie dann in der Frauenfußballabteilung von Celtic Glasgow in der Scottish Women’s Premier League aktiv und bestritt 36 Punktspiele, in denen sie 21 Tore erzielte. Sie gehörte auch zu den spielenden Mannschaften, die in Finalspielen gegen den Glasgow City FC erfolgreich war. Am 5. Dezember 2021 wurde das Finale um den Ligapokal mit 1:0 und am 29. Mai 2022 das Finale um den Vereinspokal mit 3:2 gewonnen. Während der Winterpause verließ sie als Führende in der Torschützinnenliste den Verein.
Mit ihrer Verpflichtung zu Beginn des Jahres 2023 und mit einem bis zum Ende des Jahres 2025 datierten Vertrag ausgestattet, spielt sie für den schwedischen Erstligisten BK Häcken, für den sie vom 23. März bis zum 11. Juni 2023 in den ersten zwölf Punktspielen eingesetzt wurde und in diesen vier Tore erzielte. Das am 6. Juni 2023 erreichte Finale um den Svenska Cupen wurde mit 0:3 gegen Hammarby IF verloren.

### Nationalmannschaft
Ihr Debüt in der A-Nationalmannschaft erfolgte am 3. September 2022 in Brisbane beim 1:0-Sieg im Freundschaftsspiel gegen die Nationalmannschaft Australiens mit Einwechslung in der 75. Minute für Adriana Leon. Danach wurde sich auch in weiteren Freundschaftsspielen eingesetzt, so beispielsweise am 10. Oktober 2022 in Jerez de la Frontera beim 4:0-Sieg über die Nationalmannschaft Marokkos bei dem ihr mit dem Treffer zum Endstand in der 90. Minute auch ihr erstes Länderspieltor gelang. Im Turnier um den SheBelieves Cup 2023 kam sie einzig bei der 0:3-Niederlage gegen die Nationalmannschaft Japans am 22. Februar 2023 zum Einsatz. Am 8. Juni 2023 wurde sie dann mit in den vorläufigen Kader für die Weltmeisterschaft 2023 aufgenommen.

## Erfolge
- Schwedischer Pokalfinalist 2023
- Schottischer Pokalsieger 2022
- Schottischer Ligapokalsieger 2021
- Isländischer Meister 2021